# Ceratopogon yariensis
Ceratopogon yariensis är en tvåvingeart som beskrevs av Tokunaga 1940. Ceratopogon yariensis ingår i släktet Ceratopogon och familjen svidknott. Inga underarter finns listade i Catalogue of Life.